# 非奇异方阵
非奇异矩阵 (又称 可逆矩阵 或 正则矩阵) 是一种存在逆元的方块矩阵。相反的，若方阵不存在逆元，则称为 奇异矩阵。

## 相关定理
方阵{\displaystyle A\,}非奇异与以下论述等价：
- {\displaystyle A\,}是可逆的。
- {\displaystyle A^{T}A\,}是可逆的。
- {\displaystyle A\,}的行列式不为零。
- {\displaystyle A\,}的秩等於{\displaystyle n\,}（{\displaystyle A\,}满秩）。
- {\displaystyle A\,}的轉置矩陣{\displaystyle A^{T}\,}也是可逆的。
- {\displaystyle A\,}代表的线性变换是个自同构。
- 存在一{\displaystyle n\,}階方陣{\displaystyle B\,}使得{\displaystyle AB=I_{n}\,}（{\displaystyle I_{n}\,}是单位矩阵）。
- 存在一{\displaystyle n\,}階方陣{\displaystyle B\,}使得{\displaystyle BA=I_{n}\,}（{\displaystyle I_{n}\,}是单位矩阵）。
- {\displaystyle A\,}的任意特征值非零。